# Епархия Ла-Специя-Сарцана-Бруньято
Епархия Ла-Специя-Сарцана-Бруньято (лат. Dioecesis Spediensis-Sarzanensis-Brugnatensis, итал. Diocesi della Spezia-Sarzana-Brugnato) — епархия Римско-католической церкви в составе митрополии Генуи, входящей в церковную область Лигурия. Епископ — Луиджи Эрнесто Паллетти. Почётный епископ — Бассано Стаффьери.
Клир епархии включает 159 священников (111 епархиальных и 48 монашествующих священников), 23 диакона, 49 монахов, 187 монахинь.
Адрес епархии: Via Don Giovanni Minzoni, 64 - C.P. 215 - 19121 La Spezia.

## Территория
В юрисдикцию епархии входят 186 приходов в коммунах Лигурии: все в провинции Ла-Специя.
До реформы 1959 года епархия Бруньято простиралась до Сестри-Леванте, где с XVIII века находилась резиденция архиереев епархии. Базилика Санта Мария ди Назарет получила статус собора, с возможностью освящения масла во время пасхального богослужения.
Кафедра епископа находится в городе Ла-Специя в церкви Христа-Царя; городе Сарцана находится сокафедральный Собор Санта Мария Ассунта, другой сокафедральный Собор Святых Петра, Лаврентия и Колумбана находится в городе Бруньято.
Епархиальная семинария находится в Сарцане, до 1950-х годов семинария находилась в Бруньято.

## История

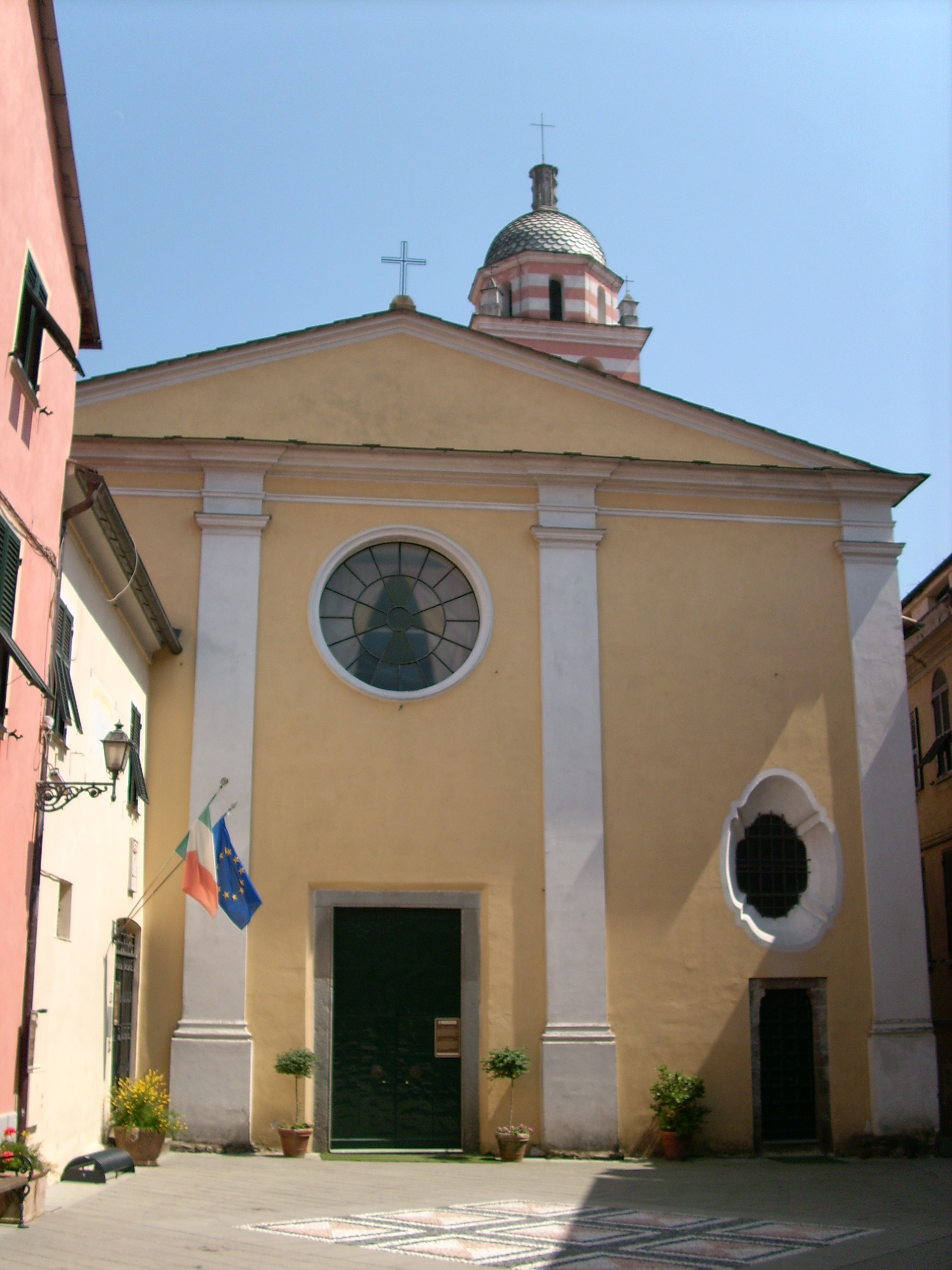
Собор Петра, Лаврентия и Колумбана в Бруньято

Кафедра в древнем городи Луни была основана уже в апостольские времена: первое письменное упоминание о ней датируется 465 годом. Первоначально территория епархии была обширной и включала части нынешних Эмилии-Романьи и Тосканы.
В XII веке кафедра была переведена в Сарцану в связи с упадком Луни. Официально перенос кафедры совершился буллой Папы Павла II от 21 июля 1465 года, в которой обе епархии объединялись под руководством одного епископа.
25 ноября 1820 года буллой Sollicita quam Папы Пия VII и епархия Бруньято, основанная в 1133 году, была объединена с епархией Луни, под руководством одного епископа.
После строительства военного арсенала и в связи с ростом населения в городе Ла-Специя 12 января 1929 года буллой Universi dominici Папы Пия XI была основана епархия Ла-Специи, куда была перенесена кафедра Луни; новая епархия, таким образом, объединяла епархии Ла-Специи, Сарцаны и Бруньято.
В 1959 году декретом Папы Иоанна XXIII были установлены современные границы епархии, которая за прошедшие века утратила многие территории в связи с основанием новых епархий.
4 августа 1975 года епархия Луни приобрела статус титулярного епископства, титул которой был закреплён за архиереями епархии Ла Специи, Сарцаны и Бруньято.
30 сентября 1986 года все три епархии были объединены в епархию Ла-Специя-Сарцана-Бруньято.

## Ординарии епархии

### Кафедра Луни
| - Святой Базилио IV век); - Святой Соларио (V век); - Святой Эутерио (V век); - Святой Феличе (упомянут в 465 и 466); - Витторе (упомянут в 501, 503 и 504); - Джусто (VI век); - Базилио II (VI век); - Святой Венанцио (593 — 603); - Святой Теренцио (VII век); - Лючо (620 — 635); - Ладзаро I (635 — 645); - Томмазо (упомянут в 649); - Северо (упомянут в 679); - Литенкарио (753); - Фелерадо (упомянут в 769); - Аполлинаре (VIII век); - Гвалькерио (800 — 814); - Петроальдо (816 — 826); - Теодолазио (840 — 850); - Святой Чеккардо (860); - Гвальтьеро I (872 — 884); - Одельберто (884 — 900); - Ансельмо (941); - Адальберто (949 — 975); - Готтифредо I (976 — 998); - Филиппо I (999); - Гвидо I (1029); - Эриберто (1030 — 1050); - Гвидо II (1051 — 1085); - Ладзаро II (1086 — 1094); - Филиппо II (1095 — 1118); - Андреа I (1119 — 1126); | - Филиппо III (1127 — 1128); - Готтифредо II (1129 — 1156); - Альберто (1156 — 1160); - Андреа II (1160 — 1168); - Раймондо (1168 — 1169); - Пипино (1169 — 1177); - Пьетро (1178 — 1190); - Роландо (1190 — 1193); - Гвальтьеро II (1193 — 1213); - Марцукко (1213 — 1220); - Норадино (1221 — 1223); - Буттавафа (1224 — 1226); - Гульельмо (1228 — 1272); - Энрико да Фучеккьо (1273 — 1297); - Антонио Нуволоне да Камилла (1297 — 1307); - Sede vacante (1307 — 1312); - Герардино Маласпина (1312 — 1318); - Бернардо Маласпина (1321 — 5.8.1338); - Антонио Фиески (1338 — 1343); - Агапито Колонна (1344 — 1344); - Джордано Колонна (1344 — 1351); - Габриэле Маласпина (1351 — 1359); - Антонио да Сиена (1359 — 1363) — доминиканец; - Бернабо̀ Гриффи (1364 — 1378) — доминиканец; - Блаженный Джакомо Кампано (1378 — 1380) — доминиканец; - Блаженный Джакомо Пикколомини (1380 — 1383) — францисканец; - Джерардо Пасквалони (1384 — 1385) — францисканец; - Франческо Ланте (1386 — 1390) — францисканец, назначен епископом Брешии; - Мартино де Феррари (1390 — 1394) — августинец; - Джованни Монтино (1394 — 1406); - Джакомо де Росси (1406 — 4.5.1415) — назначен архиепископом Неаполя; - Арагонио Маласпина (1407 — 1415) — апостольский администратор, назначен архиепископом Бриндизи; - Франческо Манфреди (1415 — 1465) — назначен епископом Луни-Сарцаны. |  |

### Кафедра Луни и Сарцаны
- Франческо  Манфреди (1465 — 1469);
- Антонио Мария Парентуччелли (6.9.1469 — 1485);
- Томмазо Бенетти (21.2.1485 — 1497);
- Сильвестро Бенетти (28.4.1497 — 1537);
- Джованни Франческо Польяска (28.11.1537 — 1561);
- Симоне Пасква ди Негро (14.2.1561 — 14.9.1565);
- Бенедетто Ломеллини (7.9.1565 — 17.3.1572) — назначен епископом Ананьи;
- Джованни Баттиста Брачелли (2.7.1572 — 17.4.1590);
- Джованни Баттиста Сальваго (1590 — 24.1.1632);
- Джованни Доменико Спинола (26.4.1632 — 1.12.1636) — назначен архиепископом под личным титулом Мацара делль Валло;
- Просперо Спинола (7.9.1637 — 1664);
- Джованни Баттиста Спинола (1665 — 10.7.1694) — назначен архиепископом Генуи;
- Джованни Джироламо Назелли (7.2.1695 — 1708);
- Амброджо Спинола (10.3.1710 — 1727) — барнабит;
- Джованни Джироламо делла Торре (1727 — 1757) — барнабит;
- Джулио Чезаре Ломеллини (1757 — 1791);
- Франческо Мария Джентили (1791 — 1795);
- Винченцо Мария Маджоли (1795 — 24.9.1804) — доминиканец, назначен епископом Савоны;
- Джулио Чезаре Паллавичини (24.9.1804 — 13.5.1819).

### Кафедра Бруньято
| - Ильдебрандо (1133 — 1147); - Джероламо Ломеллино (1147 — 1172); - Альберто (1172); - Гульельмо Спинола (1190 — 1200); - Синибальдо Фиески (1200 — 26.11.1230); - Гульельмо Контарди (1230 — 1251); - Бальдуино Фиески (1252 — 1262); - Филиппо Паллавичини (1262 — 1265); - Сорлеоне (1265 — 1280) — доминиканец; - Филиппо Пассано (1281 — 1288); - Ардуино Франки (1288 — 1300); - Джакомо да Понтремоли (1300 — 1320); - Герардо Спинола (1321 — 1340); - Ламберто Гвидиччони (1340 — 1344); - Торпете Канчелли (1344 — 1350); - Людовико Паллавичини (1350 — 1362); - Николо (1362 — 1362); - Людовико Гандольфо (22.6.1363 — 1390); - Ландоне Планчо (25.5.1390 — 1400); - Франческо Котика (25.10.1400 — 1412); - Симоне Томмази (7.4.1412 — 1418); - Томмазо Тригоне (1.12.1418 — 1438); - Антонио Вергафальче (2.5.1438 — 1467); - Бартоломео Уджерио (23.12.1467 — 1479); | - Антонио Вальдеттаро (27.8.1479 — 1492); - Симоне Кьявари (11.4.1492 — 1.10.1502) — бенедиктинец; - Лоренцо Фиески (25.10.1502 — 1510); - Мелькьорре Гримальди (13.5.1510 — 1512); - Филиппо Саули (14.6.1512 — 1528) — апостольский администратор; - Джероламо Гримальди (25.9.1528 — 1535); - Агостино Тривульцио (7.6.1535 или 21.2.1539 — 5.3.1548) — апостольский администратор; - Антонио Когорно (1548) — доминиканец; - Антонио Пальеттино (16.8.1571 — 17.10.1579) — францисканец-конвентуал; - Николо Маскарди (30.1.1580 — 9.4.1584) — назначен епископом Марианы; - Камилло Доддео (13.8.1584 — 15.4.1592) — назначен епископом Фоссано; - Стефано Балиано (11.5.1592 — 1609); - Франческо Моттини (11.5.1609 — 1623); - Винченцо Джованни Спинола (6.3.1623 — 1639) — августинец; - Франческо Дурацци (16.1.1640 — 15.5.1652); - Джантоммазо Гастальди (26.8.1652 — 1655); - Джамбаттиста Паджи (14.6.1655 — 8.2.1663); - Джамбаттиста Да Дьече (2.7.1663 — 28.4.1696); - Франческо Сакко (27.3.1697 — 23.12.1721) — театинец; - Николо Леопольдо Ломеллини (161.1722 — 20.4.1754); - Доменико Татис (15.5.1754 — 28.10.1765) — оливетанец; - Франческо Джентиле (31.8.1767 — 10.10.1791) — назначен епископом Сарцаны; - Джованни Люка Солари (18.6.1792 — 26.9.1810); - Джузеппе Мария Спина (22.9.1815 — 25.11.1820) — апостольский администратор. |  |

### Кафедра Луни, Сарцано и Бруньято
- Луиджи Скарабелли (2.10.1820 — 4.5.1836) — лазарист;
- Франческо Аньини (19.5.1837 — 1853);
- Джузеппе Розати (22.2.1867 — 1881);
- Джачинто Росси (1881) — доминиканец;
- Джованни Карли (19.6.1899 — 5.1.1921);
- Бернардо Пиццорно (1921 — 6.8.1926).

### Кафедра Луни или Ла-Специи, Сарцаны и Бруньято
- Джованни Костантини (8.2.1929 — 26.7.1943);
- Джузеппе Стелла (13.11.1943 — 7.9.1945) — апостольский администратор, назначен епископом;
- Джузеппе Стелла (7.9.1945 — 4.8.1975) — назначен епископом Ла-Специи, Сарцаны и Бруньято.

### Кафедра Ла-Специи, Сарцаны и Бруньято
- Джузеппе Стелла (4.8.1975 — 3.9.1975);
- Сиро Сильвестри (3.9.1975 — 30.9.1986) — назначен епископом Ла-Специя-Сарцана-Бруньято.

### Кафедра Ла-Специя-Сарцана-Бруньято
- Сиро Сильвестри (30.9.1986 — 7.12.1989);
- Джулио Сангвинети (7.12.1989 — 19.12.1998) — назначен епископом Брешии;
- Бассано Стаффери (10.7.1999 — 6.12.2007);
- Франческо Моралья (6.12.2007 — 31.1.2012) — назначен патриархом Венеции;
- Луиджи Эрнесто Паллетти (с 20.10.2012)

## Статистика
На конец 2004 года из 215 935 человек, проживающих на территории епархии, католиками являлись 213 451 человек, что соответствует 98,8 % от общего числа населения епархии.
| год  | население | население | население | священники | священники        | священники         | священники                           | постоянные диаконы | монахи  | монахи  | приходы |
| год  | католики  | всего     | %         | всего      | белое духовенство | черное духовенство | число католиков на одного священника | постоянные диаконы | мужчины | женщины | приходы |
| ---- | --------- | --------- | --------- | ---------- | ----------------- | ------------------ | ------------------------------------ | ------------------ | ------- | ------- | ------- |
| 1950 | 243.200   | 245.266   | 99,2      | 299        | 216               | 83                 | 813                                  |                    | 122     | 492     | 150     |
| 1970 | 243.825   | 247.667   | 98,4      | 305        | 223               | 82                 | 799                                  |                    | 95      | 420     | 189     |
| 1980 | 245.600   | 249.600   | 98,4      | 283        | 184               | 99                 | 867                                  |                    | 119     | 404     | 192     |
| 1990 | 227.875   | 232.176   | 98,1      | 202        | 155               | 47                 | 1.128                                | 9                  | 54      | 325     | 188     |
| 1999 | 221.318   | 223.668   | 98,9      | 177        | 129               | 48                 | 1.250                                | 21                 | 50      | 229     | 188     |
| 2000 | 221.118   | 223.565   | 98,9      | 171        | 126               | 45                 | 1.293                                | 24                 | 45      | 230     | 186     |
| 2001 | 220.942   | 223.638   | 98,8      | 167        | 124               | 43                 | 1.323                                | 24                 | 43      | 229     | 186     |
| 2002 | 218.889   | 221.274   | 98,9      | 164        | 119               | 45                 | 1.334                                | 24                 | 47      | 195     | 186     |
| 2003 | 212.726   | 215.137   | 98,9      | 165        | 117               | 48                 | 1.289                                | 23                 | 50      | 191     | 186     |
| 2004 | 213.451   | 215.935   | 98,8      | 159        | 111               | 48                 | 1.342                                | 23                 | 49      | 187     | 186     |